# Lançon-Provence
 Lançon-Provence  es una comuna  y población de Francia, en la región de Provenza-Alpes-Costa Azul, departamento de Bocas del Ródano, en el distrito de Aix-en-Provence y cantón de Pélissanne.
Su población en el censo de 1999 era de 6.688 habitantes. Su aglomeración urbana se limita a la propia comuna.
Está integrada en la Communauté d’agglomération Salon-Étang de Berre-Durance .

## Demografía
| 1664 | 2018 | 2743 | 3990 | 6224 | 6688 |
| Para los censos de 1962 a 1999 la población legal corresponde a la población sin duplicidades (Fuente: INSEE [Consultar]) |      |      |      |      |      |